# The Household Objects

The Household Objects devait être le sixième album du groupe de rock progressif britannique Pink Floyd après Atom Heart Mother, sorti en 1970. Il a été abandonné par le groupe au profit de l’album Meddle, enregistré peu de temps après et sorti en 1971. Le projet fut abordé une seconde fois en 1973, le groupe cherchant un successeur à leur album The Dark Side of the Moon, sans plus de succès. Le projet fut abandonné une seconde fois au profit de l'album Wish You Were Here, sorti en 1975. Cependant, ils intégrèrent une de leurs pièces, Wine Glasses, pour l'introduction de Shine On You Crazy Diamond.

## Historique du projet
Le groupe décida de se lancer dans l’enregistrement du Household Objects (« les objets ménagers »), un album sans aucun instrument conventionnel, utilisant uniquement des ustensiles de ménage pour créer la musique.
Ils se lancèrent donc, au cours de plusieurs sessions d’enregistrement fin 1970, dans des expériences avec différents objets communs, tels des rouleaux de ruban adhésif, des bouteilles de vin et des aérosols. 

## Personnel
- David Gilmour - objets ménagers, effets sonores
- Nick Mason - objets ménagers, effets sonores
- Roger Waters - objets ménagers, effets sonores
- Richard Wright - objets ménagers, effets sonores